# Andrew Nicholson (baloncestista)
Andrew Fabian Nicholson (Mississauga, Ontario, 8 de diciembre de 1989) es un jugador de baloncesto canadiense que pertenece a la plantilla de los Daegu KOGAS Pegasus de la KBL coreana. Con 2,06 metros de estatura, juega en la posición de ala-pívot.

## Trayectoria deportiva

### Universidad
Jugó durante cuatro temporadas con los Bonnies de la Universidad de St. Bonaventure, en las que promedió 17,1 puntos, 7,2 rebotes y 2,0 tapones por partido. En su primera temporada fue elegido rookie del año de la Atlantic 10 Conference tras liderar el país en porcentaje de tiros de campo (60,2%) y tapones (81), acabando la misma con 12,5 puntos y 6,0 rebotes por partido.
En su temporada junior fue incluido por primera vez en el mejor quinteto de la conferencia, algo que repetiría al año siguiente, siendo además nombrado Jugador del Año, acabando como segundo mejor anotador histórico de los Bonnies con 2.083 puntos, únicamente superado por Greg Sanders.

#### Estadísticas
| Año     | Equipo          | PJ  | PT  | MPP  | %TC  | %3P  | %TL  | RPP | APP | ROB | TPP | PPP  |
| ------- | --------------- | --- | --- | ---- | ---- | ---- | ---- | --- | --- | --- | --- | ---- |
| 2008–09 | St. Bonaventure | 30  | 25  | 25.1 | .602 | .000 | .613 | 6.0 | .2  | .6  | 2.7 | 12.5 |
| 2009–10 | St. Bonaventure | 30  | 30  | 30.2 | .564 | .000 | .760 | 7.1 | .5  | .2  | 1.8 | 16.4 |
| 2010–11 | St. Bonaventure | 31  | 31  | 33.8 | .571 | .261 | .711 | 7.3 | 1.0 | .5  | 1.5 | 20.8 |
| 2011–12 | St. Bonaventure | 32  | 32  | 30.1 | .571 | .434 | .776 | 8.4 | 1.0 | .7  | 2.0 | 18.5 |
| Total   | Total           | 123 | 118 | 29.9 | .575 | .377 | .720 | 7.2 | .7  | .5  | 2.0 | 17.1 |

### Profesional

#### NBA
Fue elegido en la decimonovena posición del Draft de la NBA de 2012 por Orlando Magic, con los que debutó el 2 de noviembre ante Denver Nuggets, consiguiendo 2 puntos y 2 rebotes.
El 7 de julio de 2016 firmó contrato por cuatro años y 26 millones de dólares por los Washington Wizards.
El 22 de febrero de 2017 fue traspasado a los Brooklyn Nets junto con Marcus Thornton y una primera ronda protegida del draft de 2017 a cambio de Bojan Bogdanović y Chris McCullough.
Tras media temporada en Brooklyn, el 25 de julio de 2017, es traspasado a Portland Trail Blazers a cambio de Allen Crabbe. Pero no llega a debutar con los Blazers, ya que el 30 de agosto fue cortado.

#### China
El 5 de septiembre de 2017, firma por los Guangdong Southern Tigers de la Chinese Basketball Association.
El 11 de agosto de 2018, firma por los Fujian Sturgeons.
Al año siguiente, de cara a la 2019-20, se une de nuevo a los Guangzhou Loong Lions, promediando 26,2 puntos y 10,4 rebotes por encuentro. 
El 25 de septiembre de 2020, regresa  Fujian.

#### Corea y Filipinas
Disputa la 2021-22 con los Daegu KOGAS Pegasus de la KBL coreana.
Para la 2022-23 se une a los Bay Area Dragons de Filipinas, disputando la PBA Commissioner's Cup y la EASL Champions Week, dejando el equipo en septiembre de 2023 y regresando a los Daegu KOGAS Pegasus de Corea.

## Estadísticas de su carrera en la NBA

### Temporada regular
| Año     | Equipo     | PJ  | PT | MPP  | %TC  | %3P  | %TL   | RPP | APP | ROB | TPP | PPP |
| ------- | ---------- | --- | -- | ---- | ---- | ---- | ----- | --- | --- | --- | --- | --- |
| 2012-13 | Orlando    | 75  | 28 | 16.7 | .527 | .000 | .798  | 3.4 | .6  | .3  | .4  | 7.8 |
| 2013-14 | Orlando    | 76  | 5  | 15.4 | .429 | .315 | .825  | 3.4 | .3  | .2  | .3  | 5.7 |
| 2014-15 | Orlando    | 40  | 3  | 12.3 | .437 | .317 | .600  | 2.1 | .6  | .2  | .3  | 4.9 |
| 2015-16 | Orlando    | 56  | 0  | 14.7 | .471 | .360 | .785  | 3.6 | .4  | .2  | .4  | 6.9 |
| 2016-17 | Washington | 28  | 0  | 8.3  | .390 | .188 | .583  | 1.2 | .3  | .4  | .2  | 2.5 |
| 2016-17 | Brooklyn   | 10  | 0  | 11.1 | .382 | .182 | 1.000 | 2.7 | .3  | .5  | .0  | 3.0 |
| Total   | Total      | 285 | 36 | 14.3 | .467 | .321 | .773  | 3.0 | .4  | .3  | .3  | 6.0 |